# Synopeas reticulatum
Synopeas reticulatum är en stekelart som först beskrevs av Szabó 1966.  Synopeas reticulatum ingår i släktet Synopeas och familjen gallmyggesteklar. Inga underarter finns listade i Catalogue of Life.